# Дюсеке (Павлодарская область)
Дюсеке (каз. Дүйсеке) — село в Железинском районе Павлодарской области Казахстана. Входит в состав Веселорощинского сельского округа. Код КАТО — 554241200.

## Население
В 1999 году население села составляло 250 человек (122 мужчины и 128 женщин). По данным переписи 2009 года, в селе проживало 128 человек (63 мужчины и 65 женщин).